# Cryptolobatidae
Ordre
Famille
Les Cryptolobatidae sont une famille de cténophores, la seule de l'ordre des Cryptolobiferida. 

## Liste des genres
Selon World Register of Marine Species (7 juin 2020) :
- genre Cryptolobata Moser, 1909
  - espèce Cryptolobata primitiva Moser, 1909
- genre Lobocrypta Dawydoff, 1946
  - espèce Lobocrypta annamita Dawydoff, 1946